# Tom McCabe

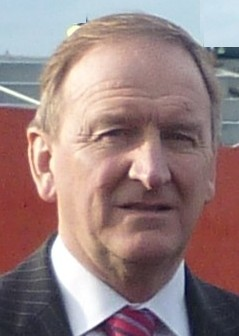
Tom McCabe (2011)

Tom McCabe (* 28. April 1954 in Hamilton, South Lanarkshire; † 19. April 2015) war ein schottischer Politiker und Mitglied der Labour Party.

## Leben
McCabe besuchte die St Martin’s Secondary School in Hamilton und anschließend das ebenfalls in Hamilton befindliche Bell College of Technology, das er mit einem Diplom in Public Sector Management abschloss. Er verstarb nach kurzer Krankheit im Alter von 60 Jahren.

## Politischer Werdegang
Vor seiner Wahl ins Schottische Parlament war McCabe Ratsmitglied von Larkhall und saß dem Rat von South Lanarkshire vor. Bei den Schottischen Parlamentswahlen 1999 trat McCabe als Kandidat der Labour Party für den Wahlkreis Hamilton South an. Mit deutlichem Vorsprung vor dem Kandidaten der SNP errang er das Mandat und zog in das neugeschaffene Schottische Parlament ein. Bei den folgenden Parlamentswahlen 2003 und 2007 verteidigte er sein Mandat. Im Zuge der Wahlkreisreform 2011 wurde der Wahlkreis Hamilton South aufgelöst. Aus diesem Grund trat McCabe zu den Parlamentswahlen 2011 für den neugeschaffenen Wahlkreis Hamilton, Larkhall and Stonehouse, in dem weite Teile des ehemaligen Wahlkreises aufgegangen sind, an. McCabe unterlag jedoch Christina McKelvie von der SNP und war seit 2011 kein Parlamentsmitglied mehr.
Zwischen Mai 1999 und November 2001 war McCabe Minister for Parliament und parlamentarischer Geschäftsführer seiner Partei. Im Mai 2003 wurde er zum Gesundheitsminister ernannt und wechselte im Oktober 2004 auf die Position des Finanzministers, die er bis zum Ende der Legislaturperiode 2007 bekleidete.